# Kalendarium powstania warszawskiego
Kalendarium powstania warszawskiego obejmuje dni od 30 lipca do 5 października 1944 roku, czyli okres trwania powstania warszawskiego (od 1 sierpnia do 3 października 1944 roku) wraz z dwoma dniami poprzedzającymi godzinę W oraz dwoma następującymi po kapitulacji. Przejście do haseł z informacjami o poszczególnych dniach umożliwia kalendarz umieszczony obok.